# Депортес Вальдивия
«Депо́ртес Вальди́вия» (исп. Club de Deportes Valdivia) — чилийский футбольный клуб из города Вальдивия.

## История
Клуб был основан 5 июня 1983 года. С 2021 года выступает во Втором дивизионе (Сегунде), третьем по силе дивизионе страны.
«Депортес Вальдивия» играет свои домашние матчи на стадионе Парке Мунисипаль в Вальдивии, вмещающем 5 397 зрителей.

## Клубные факты
- Сезонов в Примере: 2 (1988—1989)
- Сезонов в Примере B: 11 (1983—1987, 1990, 2016—2020)
- Сезонов во Втором дивизионе (Сегунда): 6 (2013—2016, 2021—н.в.)
- Сезонов в Третьем дивизионе (Терсера): 7 (2004—2009, 2012)
- Сезонов в Терсере B: 2 (2010—2011)